# تتیا اکتینیا
تتیا اکتینیا (نام علمی: Tethya actinia) نام یک گونه از رده اسفنج‌های شاخی و تیره تتیدا است.
با وجود سمی‌بودن بسیار بالا نسبت به ماهیان، این گونه از شکارها و منابع غذایی لاک‌پشت پوزه‌عقابی است.